# Berki (Érd)
Berki a török időkben elpusztult település, mely a mai Érd-Parkváros helyén állt.
Berki Árpád-kori település volt, nevét már 1228-ban említette oklevél Berky néven mint a Nána-Beszter nemzetség tagjainak birtokát, melynek lakói Berki nemesek voltak.
1278-ban Beszter fia Demeter birtoka volt, aki ez évben Érd részét kapta meg. 1291-ben III. András átírta IV. László Érd birtokáról kapott 1278 évi oklevelét Berki Lőrinc pozsegai prépost és Berki Tamás részére. 
1323-ban Károly Róbert király az örökös nélkül elhalt Berki Tamás Berki, Érd, Sóskut, Eben, Nándor, Keszi, Sasad és Diós nevű birtokait Szécsényi Tamás erdélyi vajdának adományozta. 1333-1334-ben a pápai tizedjegyzék szerint papja évi 3 garas pápai tizedet fizetett.